# Blockly
Blocklyは、Googleが開発するブロックベースのビジュアルプログラミング言語と、エディターを提供するオープンソースのクライアント用JavaScriptのライブラリである。
Blocklyでは、ビジュアルブロックを使用してJavaScript、Lua、Dart、Python、 PHPのコードを簡単に生成することができる。
Blocklyは、Apache License 2.0で提供されている。

## 歴史
2011年の夏にBlocklyの開発が始まった。App Inventor内のOpenBlocksの代替になるものとして、Neil Fraserが、Quynh Neutron、Ellen Spertus、Mark Friedmanと共に開発を行った。 
2012年5月にはMaker Faireではじめて一般公開が行われた。 

## UI
Blocklyのグラフィカルユーザインタフェース(GUI)は、デフォルトでは以下から構成されている。
- ツールボックス（利用できるブロックが表示され、そこから選択できる）
- ワークスペース（ブロックをドラッグ・アンド・ドロップして、並べることができる）
- ズームアイコン
- ゴミ箱（ブロックを削除できる）

このエディターは、カスタマイズして使用可能な機能やブロックを制限するために、簡単に変更できるようになっている。

## カスタマイズ
Blocklyには、一般的な操作をするためのブロックのセットが用意されており、ブロックを追加してカスタマイズすることができる。
新しいブロックは定義とジェネレータを必要とする。定義で、ブロックの動作（ユーザーインタフェース）を説明し、ジェネレータは、コードを実行可能にするために、コードを翻訳している。
定義とジェネレータは、JavaScript、またはブロックファクトリーを使用して、既存のブロックから作成することができる。後者の方が、より簡単にブロックを作成することができる。

## ソフトウェア
Blocklyは以下のようなソフトウェアに使用されている。
- Scratch（教育のためのビジュアルプログラミング環境）[6]
- App Inventor（Androidでアプリを作成）[7]
- Code.org（Hour of Codeプログラムで、多くの生徒にプログラミングの入門を教えている）[8]
- MakeCode（誰でもゲーム、コードデバイス、マインクラフトのMODが作れる、無料のオンラインプラットフォーム）[9][10]
- RoboBlockly（英語版）（コーディングと数学を学ぶための、Web上のロボットシミュレーション環境）
- PICAXE（英語版）（教育用のマイクロコントローラを操作）[11]
- MCreator

## 特徴
- Web上で動作し、SVGを使用（Flashなし）
- クライアントサイドのJavascriptで完結
- 主要なWebブラウザに対応（Chrome、Firefox、Safari、Opera）
- 多くのプログラム方法に対応（変数、関数、配列）
- 最小限の型チェックをサポート
- カスタムブロックによる拡張が簡単
- コードの追跡とデバッグのために、ステップごと実行するモード[12]
- 100以上の言語に対応[13]
- 左から・右から読む言語の両方に対応[14]